# Grand Stockholm

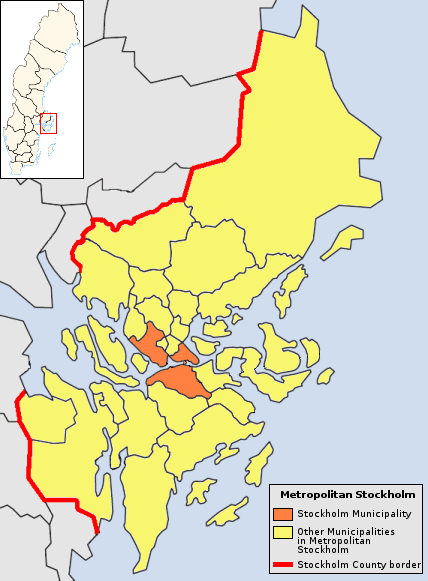
Grand Stockholm dans le comté de Stockholm.

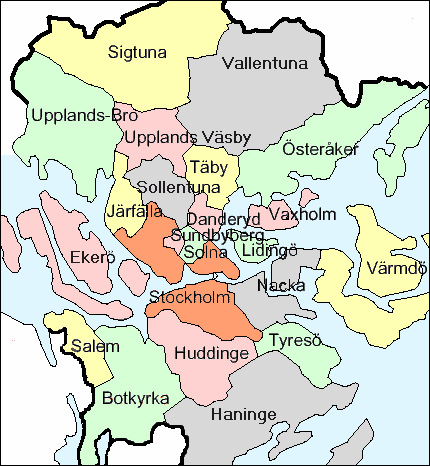
Carte des communes du Grand Stockholm.

Le Grand Stockholm, Storstockholm en suédois, représente l'aire urbaine formée par la ville de Stockholm et les communes qui l'entourent.
Elle regroupe toutes les communes du comté de Stockholm, à l'exception de Norrtälje, Nykvarn, Nynäshamn, and Södertälje.
Elle est divisée en cinq parties : le centre, le sud, l'ouest, les banlieues nord et les banlieues sud.

## Statistiques
| Commune        | Population | Superficie¹ | Densité² | Sous-division                |
| -------------- | ---------- | ----------- | -------- | ---------------------------- |
| Stockholm      | 774 411    | 187,74      | 4 124,91 | Centre, ouest, sud           |
| Järfälla       | 61 903     | 54,05       | 1 145,29 | Banlieues nord (Uppland)     |
| Solna          | 60 870     | 19,37       | 3 142,49 | Banlieues nord (Uppland)     |
| Täby           | 60 706     | 60,62       | 1 001,42 | Banlieues nord (Uppland)     |
| Sollentuna     | 59 662     | 53,26       | 1 120,20 | Banlieues nord (Uppland)     |
| Lidingö        | 41 981     | 30,49       | 1 376,88 | Banlieues nord (Uppland)     |
| Upplands Väsby | 37 756     | 75,37       | 500,94   | Banlieues nord (Uppland)     |
| Österåker      | 37 583     | 310,75      | 120,94   | Banlieues nord (Uppland)     |
| Sigtuna        | 36 779     | 327,87      | 112,18   | Banlieues nord (Uppland)     |
| Sundbyberg     | 34 222     | 8,72        | 3 924,54 | Banlieues nord (Uppland)     |
| Danderyd       | 30 178     | 26,51       | 1 138,36 | Banlieues nord (Uppland)     |
| Vallentuna     | 27 459     | 360,06      | 76,26    | Banlieues nord (Uppland)     |
| Ekerö          | 24 084     | 216,39      | 111,30   | Banlieues nord (Uppland)     |
| Upplands-Bro   | 21 309     | 237,06      | 89,89    | Banlieues nord (Uppland)     |
| Vaxholm        | 10 229     | 58,06       | 176,18   | Banlieues nord (Uppland)     |
| Huddinge       | 89 173     | 131,34      | 678,95   | Banlieues sud (Södermanland) |
| Nacka          | 81 051     | 95,62       | 847,64   | Banlieues sud (Södermanland) |
| Botkyrka       | 76 993     | 194,83      | 395,18   | Banlieues sud (Södermanland) |
| Haninge        | 72 155     | 457,50      | 157,72   | Banlieues sud (Södermanland) |
| Tyresö         | 41 230     | 69,36       | 594,43   | Banlieues sud (Södermanland) |
| Värmdö         | 35 086     | 442,96      | 79,21    | Banlieues sud (Södermanland) |
| Salem          | 14 454     | 54,32       | 266,09   | Banlieues sud (Södermanland) |
| Total          | 1 729 274  | 3 472,25    | 498,03   | 31 mars 2006                 |

1/ km²
2/ Population par km²